# Девушкин сон
«Девушкин сон» — российский музыкальный коллектив, образованный в 1993 году в городе Кургане. В настоящее время[какое?] участники проекта проживают в Москве. Группа часто[уточнить] выступает в московских и петербургских клубах.

## Музыкальный стиль
Стиль музыки, исполняемой «Девушкиным сном» — это мелодичная атмосферная музыка, которую характеризовали как этереал, трип-хоп, или дарквейв. Группу сравнивали с аналогичным проектом Flëur, а сами участники — поклонники Cocteau Twins.

## История

### 1993—1999
Осенью 1993 года в городе Кургане, в доме в районе парка Победы три парня и одна девушка договорились вместе играть музыку небесных сфер. Вскоре в состав группы пришла ещё одна девушка.
Первое выступление группы состоялось в 1995 году. Затем был создан первый клип на песню «Лес», который снял курганский телережиссёр Александр Зуев.
Группа начала с очень мрачной музыки, в которой причудливо мешались этника, готика и гитарный инди-рок. Фирменной новацией было сочетание альтернативно-гитарного звука с электронными ритмическими партиями, записанными Андреем Чертищевым в Scream Tracker на 386-м IBM PC.
Весной 1996 года группа выпускает дебютный CD «Девушкин Сон». Диск был выпущен на средства, выделенные торговым домом, продающим электронику, и шёл как бонус к CD-аппаратуре в магазинах фирмы. Состоялся концерт в курганском театре кукол «Гулливер», а затем гастроли в Санкт-Петербурге, которые организовал музыкант Евгений Владимирович Фёдоров. Песни с альбома передавались радиостанциями Санкт-Петербурга и Радио России.
Журнал «Птюч» признал Девушкин Сон «Надеждой 1997 года».
Осенью 1997 года Лейбл звукозаписи «Gala Records» выпустил альбом «Искатели жемчуга».
В 1998 году группа участвовала в трибьюте «Депеша для Depeche Mode», изданном лэйблом «FeeLee Records».
Группа выпустила альбом «Сумерки», в записи которого участвовали также приглашённые музыканты: клавишник и композитор Юрий Ванясов и виолончелист Евгений Алешин. Альбом стал последней работой первоначального состава.

### С 2008 года
В 2008 году группа в обновлённом составе выпустила диск «Быстрые сны», а в 2011 году — «Инопланетянка».

## Текущий состав группы
- Алла Юганова — вокал
- Андрей «Inok» Чертищев — композитор, программирование
- Дмитрий «Psychoma?» Негреев — вокал, перкуссия
- Василий Островский — бас-гитара
- Мария Панкова — кларнет
- Михаил «mihanic» Светлов — звуки космоса, синтез FX
- Виктор Калашников — ударные

## Бывшие участники
- Алла Юганова — вокал, тексты
- Андрей «Inok» Чертищев — музыка, программирование
- Дмитрий «Psychoma?» Негреев — гитара
- Андрей Карасев — скрипка
- Дмитрий Волков — перкуссия, флейты
- Виталий Боровик — перкуссия
- Геннадий Чащин — ударные

## Первый состав группы
- Елена Ильина — вокал, скрипка
- Ирина Шмакова — вокал
- Андрей Чертищев — композитор, аранжировщик, клавишник
- Дмитрий Быков — автор текстов и части музыки, концертный звукорежиссёр
- Сергей Саблуков — гитара

Как сессионные музыканты с группой сотрудничали басист Виталий Никулин, гитарист и актёр Константин Сапунов, гитарист Сергей Путинцев, а также виртуозный гитарист Александр Куваев, мастер атмосферного звука.

## Дискография
- 1995 — Девушкин Сон
- 1997 — Искатели жемчуга
- 1999 — Сумерки
- 2008 — Быстрые сны
- 2011 — Инопланетянка
- 2021 — Мой Байконур